# اورادل (نیوجرسی)
اورادل (به انگلیسی: Oradell) شهری در ایالت نیوجرسی کشور ایالات متحده آمریکا است که جمعیت آن در سرشماری سال ۲۰۱۰ میلادی، ۷٬۹۷۸ نفر بوده‌است.